# Gordon Bunshaft

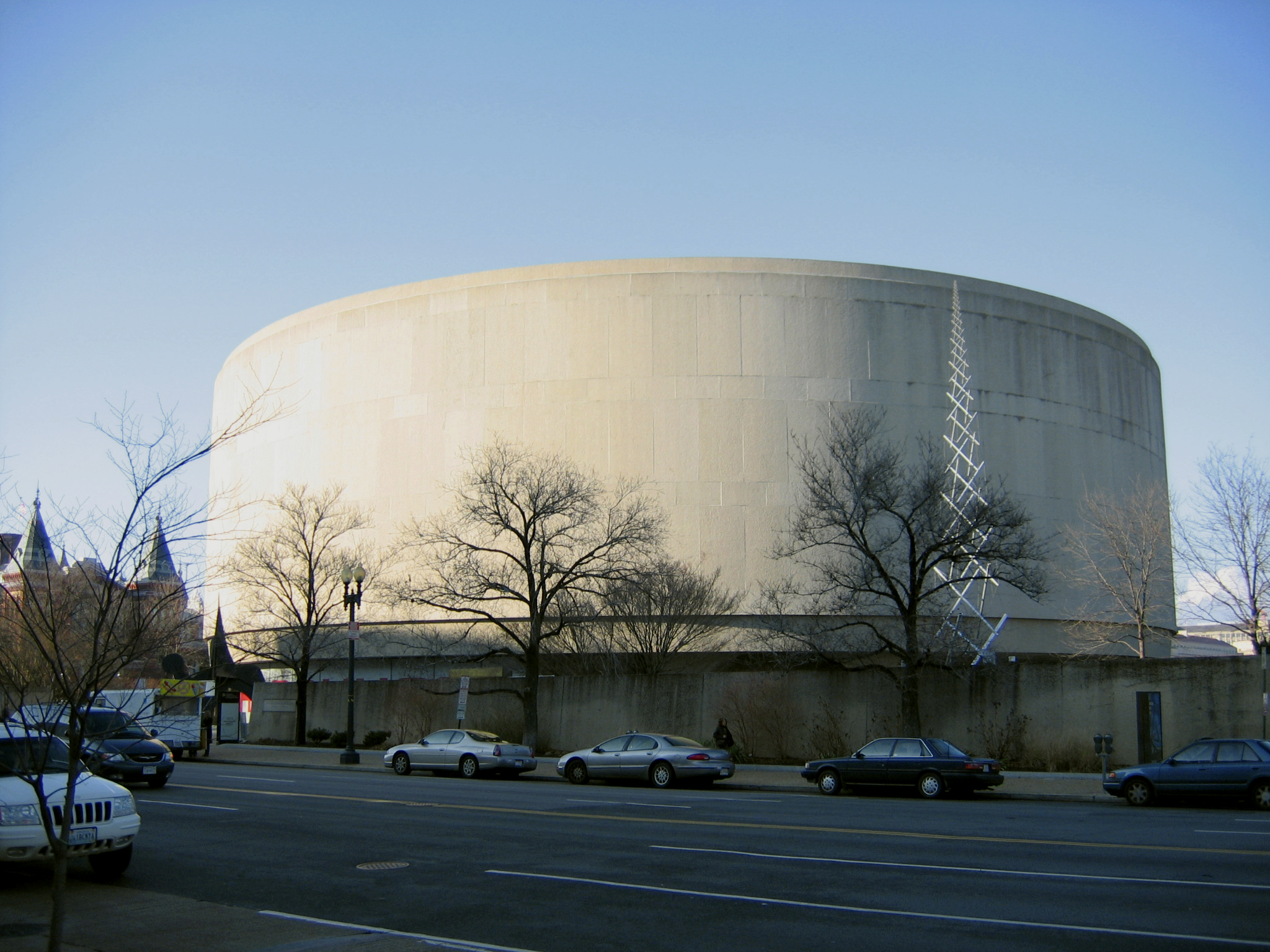
Mặt ngoài của Nhà bảo tàng Hirshorn, đối diện với Đại lộ Independence

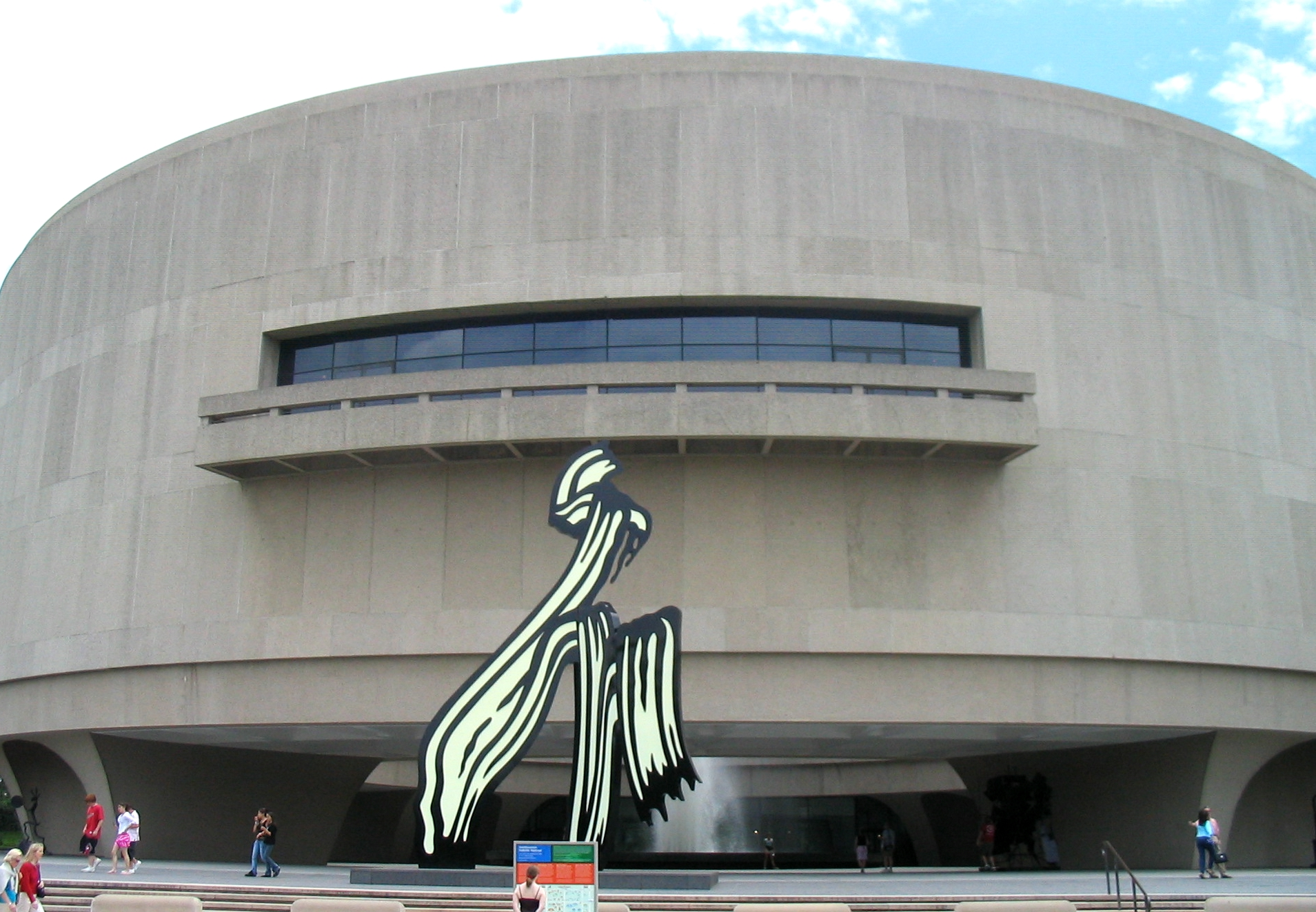
Bảo tàng Hirshorn

Gordon Bunshaft (9 tháng 5 năm 1909 – 6 tháng 8 năm 1990) tốt nghiệp bằng thạc sĩ kiến trúc tại Học viện kĩ thuật Massachusetts (MIT). Ông gia nhập hãng kiến trúc Skidmore, Owings & Merrill (SOM) từ năm 1949 và sau đó giữ chức vụ kiến trúc sư trưởng của hãng này. Ông là một kiến trúc sư theo chủ nghĩa Hiện đại, chịu ảnh hưởng bởi Ludwig Mies van der Rohe và Le Corbusier.
Công trình nổi tiếng nhất của ông tòa nhà Level trên Đại lộ Park (Công viên) ở Thành phố New York. Công trình này xây dựng từ năm 1951 đến 1952, làm trụ sở hãng xà phòng Lever Brothers. Công trình này được so sánh với tòa nhà Seagram của Mies. Trong những năm 1950, ông được Văn phòng Xây dựng tại nước ngoài thuộc Bộ Ngoại giao Mỹ đặt hàng thiết kế một loạt các lãnh sự quán Mỹ tại Đức.
Với những cống hiến của mình, ông được tặng giải thưởng Pritzker về kiến trúc năm 1988.

## Công trình
- 1951 – Lever House – New York, New York
- 1953 – Ngân hàng Chi nhánh Tín dụng Công nghiệp Hanover – New York, New York
- 1962 – Nhà trưng bày Albright-Knox Art – Buffalo, New York
- 1963 – Nhà Travertine – Hamptons
- 1963 – Thư viện Beinecke – Đại học Yale, New Haven, Connecticut
- 1965 – Banque Lambert – Brussel
- 1967 – Tòa Marine Midland – New York, New York
- 1971 – Thư viện và Bảo tàng Lyndon Baines Johnson – Austin, Texas
- 1974 – Tòa Solow – số 9 Tây Đường 57, New York, New York
- 1974 – Bảo tàng và Vườn Điêu khắc Hirshhorn – Washington, D.C.
- 1983 – Ngân hàng Thương mại Quốc gia – Jeddah, Ả Rập Xê Út